# Pine Knoll Shores
Pine Knoll Shores is een plaats (town) in de Amerikaanse staat North Carolina, en valt bestuurlijk gezien onder Carteret County.

## Demografie
Bij de volkstelling in 2000 werd het aantal inwoners vastgesteld op 1524.
In 2006 is het aantal inwoners door het United States Census Bureau geschat op 1575, een stijging van 51 (3.3%).

## Geografie
Volgens het United States Census Bureau beslaat de plaats een oppervlakte van
6,1 km², waarvan 5,9 km² land en 0,2 km² water.

## Plaatsen in de nabije omgeving
De onderstaande figuur toont nabijgelegen plaatsen in een straal van 16 km rond Pine Knoll Shores.